# 普拉瑟斯維爾 (密蘇里州)
普拉瑟斯維爾（英語：Prathersville）是位於美國密蘇里州克萊縣的村。

## 人口
根據2020年美國人口普查的數據，普拉瑟斯維爾的面積為5.83平方千米，皆為陸地。當地共有人口121人，而人口密度為每平方千米21人。